# Wintel
Wintel és un terme col·loquial que fa referència als PC basats en el sistema operatiu Windows de Microsoft i en algun microprocessador de la marca Intel, principalment els models amb arquitectura x86 a partir dels quals, Intel ha creat un estàndard en el desenvolupament dels PC.